# Famille Walsh de Serrant
Pour les articles homonymes, voir Walsh.
La famille Walsh de Serrant est une famille subsistante de la noblesse française, originaire d'Irlande fixée ensuite en Bretagne et Anjou.

## Histoire

### Origine
(août 2023).
Améliorez-le ou discutez des points à vérifier. 
La famille Walsh serait originaires du Pays de Galles où elle possédait le titre de baron à la fin du XIe siècle. Elle se divisa en deux branches au cours du XIIe siècle, l'une restant au Pays de Galles, l'autre s'installant en Irlande pendant la conquête de cette île par le Royaume d'Angleterre. Dès lors, la branche qui s'y installa fut connue sous le nom de Brenagh (Breton dans la langue du pays) et de Walsh (Wallensis en latin, Gallois en français) rappelant son origine galloise. En 1174, Philippe Walsh (dit « Le Breton ») tua de sa main l'amiral de la flotte danoise qui avait envahi le pays, ce qui apporta un grand prestige à sa famille. Fixée en Irlande, elle acquit des possessions dans le Comté de Kilkenny jusqu'à la Première révolution anglaise.

### Installation en France
L'invasion de l'Irlande par Oliver Cromwell à partir de 1649, entraîna de vastes expropriations des propriétaires catholiques au profit des protestants. James Walsh (?-1683)] en fut l'une des victimes et ses terres furent confisquées en 1654. Il se réfugia à Dublin jusqu'à la restauration monarchique et l'avènement de Charles II en 1660. Malgré les promesses du souverain, les terres confisquées aux catholiques ne furent jamais rétrocédées. James Walsh embarque à Kinsalle en 1690 sur son navire avec James Stuart, pour l'exil vers la France où il reçut sa lettre de naturalité en 1670. Il eut pour fils Phillip Walsh (1666-1707) qui émigra à son tour en France à la suite du Traité de Limerick et s'installa à Saint-Malo où il épousa sa compatriote Anne White le 11 janvier 1695.

### La reconnaissance de noblesse
Le 20 octobre 1745, Antoine-Vincent Walsh (1703-1763) fut fait "comte et pair d'Irlande" par le prétendant jacobite Jacques François Stuart dû au zèle avec lequel il a servi son fils, Charles Édouard Stuart, lors de l'expédition de 1745. Cette reconnaissance permit à Antoine-Vincent d'être reconnu par un arrêt du Conseil d'État du 10 novembre 1753 comme "noble de nom et d'armes", le maintenant donc dans la noblesse dite d'ancienne extraction. Cette reconnaissance fut étendue à Patrice-Marc Walsh et François-Jacques Walsh le 15 août 1754.
L'achat des terres de Serrant en 1749 par Antoine-Vincent Walsh pour le compte de son frère François-Jacques et l'érection de celles-ci en comté de Serrant en 1755 couronnèrent l'insertion de la famille Walsh dans la noblesse de France. Elle fut reçue aux Honneurs de la Cour en 1770, 1771, 1774, 1785 et 1786.

## Personnalités
- James Walsh (?-1683)
- Phillip Walsh (1666-1708)[13], capitaine corsaire et négociant malouin d'origine irlandaise, réfugié jacobite en France vers 1685, il se fixe à Saint-Malo où il épouse en 1695 Anne Whyte. Il arme plusieurs vaisseaux qu'il commande contre les ennemis de la France entre autres Le Rubis de 56 canons et le Diligent de 50 canons qu'il avait armés à Brest et avec lesquels il se met en course avec succès dans les Indes Orientales[14].
- Antoine Walsh (1703-1763), son fils, conseiller-secrétaire du roi en 1740, créé comte Walsh par le prétendant Jacques III Stuart en 1745. Homme politique du groupe des jacobites irlandais installés à Nantes, il est un des plus importants hommes d'affaires de Nantes au XVIIIe siècle, notamment en tant qu'armateur négrier, fondateur de la Société d'Angola. Il épouse Mary O'Shiell.
- François-Jacques Walsh de Serrant (1704-1782), frère du précédent, conseiller-secrétaire du roi en 1751, maintenu noble avec ses frères en 1754, il est créé 1er comte de Serrant par Lettres patentes de 1755. Associé aux affaires de son frère Antoine.
- Marguerite Scholastique Françoise Olive Walsh de Valois (1727-1808), supérieure générale de la Société des Hospitalières de Saint-Thomas de Villeneuve.
- Philippe Richard Walsh de Chassenon (1732-1790), consul du Danemark à Cadix en 1754, fils de Patrice-Marc (1705-1790 ; un des frères cadets d'Antoine, 1703-1763).[réf. nécessaire]
- Philippe François Joseph Walsh  de Serrant (1763-1852), fils de François-Jacques (1704-1782), né "officiellement" à Londres en 1755, maréchal de camp, a servi dans le régiment de son frère aîné. À fait le voyage à l'Isle de France en 1788. N'a pas été capitaine corsaire[15].
- Antoine Joseph Philippe Walsh (1744/1745-1817), comte de Serrant, lieutenant-général, fils de François-Jacques (1704-1782). Propriétaire du régiment Walsh, commandé par son frère Charles Joseph Augustin (qui suit), puis du régiment de Bassigny. Il a été créé comte de l'Empire en 1810. Il louait un hôtel particulier au 6 quai Malaquais[16]. Marié 1° à Renée de Choiseul-Beaupré (1742-1793), puis 2° en 1795 à Louise Rigaud de Vaudreuil (1770-1831).
- Charles Joseph Edouard Augustin Walsh de Serrant (1746-1820), fils de François-Jacques (1704-1782), lieutenant-général, né à Cadix. Comme Commandant du régiment Walsh de son frère aîné, est allé à l'Isle de France en 1788. Rentré en France, il est parti à Saint-Domingue visiter la plantation de son beau-père Pasquet de Lugé. Les évènements vont l'obliger à abandonner son projet d'installation. Exil en Angleterre pendant la Révolution.[réf. nécessaire]
- Joseph-Alexis Walsh (1782-1860), petit-fils d'Antoine Walsh par son père Antoine-Jean-Baptiste Walsh (1745-1798) et de François-Jacques Walsh de Serrant par sa mère Marie-Joséphine Walsh (1748-1786) ; directeur des postes à Nantes et homme de lettres, directeur de L'Écho de la Jeune France, de la Gazette de Normandie, de La Mode, de l'Encyclopédie Catholique, propriétaire du château de Chaumont-sur-Loire.
- Alfred Walsh-Freeman (1788-1862), fils de Philippe-François-Joseph (1763-1852), gentilhomme de la chambre du roi Charles X, officier supérieur.
- Théobald Antoine Walsh (1792-1881), homme de lettres, fils de Théobald (1768-1792 ; frère aîné de Joseph-Alexis, 1782-1860).
- Théobald Walsh de Serrant (1796-1836), fils d'Antoine (1744/1745-1817) et Louise de Vaudreuil, comte de Serrant, maire de Saint-Georges-sur-Loire en 1826, pair de France en 1835, créé comte héréditaire par lettres patentes de 1831.
- Louis/Ludovic Walsh de Serrant (1797-1842), frère puîné de Théobald (1796-1836), duque de La Mothe-Houdancourt et grand d'Espagne par son mariage en 1824 avec Élise d'Héricy du Fayel, duchesse de La Mothe-Houdancourt (1801-1891), descendante du marquis Antoine d'Houdancourt, demi-frère du maréchal Philippe, < Charles < Louis-Charles < Gabrielle de La Mothe-Houdancourt, x Rouault de Gamaches < petite-fille Félicité Rouault de Gamaches, x François d'Héricy < Elise d'Héricy), officier.[réf. nécessaire]
- François Alfred Walsh (1814-1876), fils de François (1784-1821 ; dernier frère de Théobald, 1768-1792, et de Joseph-Alexis, 1782-1860), conseiller général du Maine-et-Loire.[réf. nécessaire]
- Olivier Walsh (1817-1883), fils de Joseph-Alexis (1782-1860), chambellan de Napoléon III.[réf. nécessaire]
- Ludovic Walsh de Serrant (1831-1894), pair de France, fils de Théobald (1796-1836).
- Henry Walsh de Serrant, il fut l’un des fondateurs de la Société Maine Anjou, spécialisée dans le développement de la race bovine, désormais appelée Rouge des prés[17]. Avec Olivier de Rougé, il avait compris l'utilité d'améliorer les troupeaux locaux par la sélection[18]. Henry de Serrant, il est intéressé par le domaine agricole[19] et aussi actif dans le mutualisme[20]. Le 1er mai 1904[21], ses compatriotes d'Azé l’envoyèrent au Conseil municipal. Quelques années après, il alla habiter Bazouges ; il fut bientôt du Conseil Municipal (3 mai 1908)[22]. Le 12 mai 1912, à la mort du maire Denieul, il devint maire[17]. En 1907, Marc Dean de Saint Martin, conseiller d’arrondissement depuis de nombreuses années, prit sa retraite. Henry de Serrant fut appelé à lui succéder et se présenta le 28 juillet aux côtés de son oncle, M. de la Jaille[23]. Il obtient par la suite le renouvellement de ses mandats, mais échoue aux Élections sénatoriales de 1920 dans la Mayenne. Lors de la Première Guerre mondiale, Henry de Serrant n’appartenait qu’au service auxiliaire. Il demanda de suite à être versé dans le service armé et, le 10 août, il rejoignait le 25e régiment d'infanterie territoriale. Pendant cinq ans, simple soldat ou sous officier, il fut un des poilus. En février 1919, il fut démobilisé[17].

## Titres
La famille Walsh reçut les titres suivants :
- Comte et pair d'Irlande (1741) par le prétendant Jacques III Stuart.
- Comte de Serrant (1755) par Lettres patentes de Louis XV.
- Comte de l'Empire (1810).
- Comte héréditaire (1831).
- Autorisé (1838) à porter la grandesse d'Espagne et le titre espagnol de duc de la Mothe-Houdancourt à la suite d'une alliance (éteint avec le titulaire en 1842).

## Châteaux, seigneuries, terres
- Château de Serrant
- Château du Plessis-Macé
- Château de Chevigné
- Château des Vaults
- Château de Chaumont-sur-Loire
- Château de Quéhillac
- Château de Chassenon
- Château de Champtocé

## Armoiries
Les armes de la famille se blasonnent ainsi  D'argent au chevron de gueules, accompagné de trois phéons de sable.[réf. nécessaire]
La famille Walsh de Serrant a aussi comme armoiries un cygne transpercé d'une flèche, en rapport avec l'un de leurs ancêtres qui aurait été touché par une flèche, serait tombé dans les douves et aurait rencontré un cygne lui-même transpercé d'une flèche : les deux auraient survécu[réf. nécessaire].

## Alliances
Les principales alliances sont : Burke, O'Donnell, O'Dempsey, O'Carrol, O'connor, Power, Fitz-Gérald, Tobin, Butler, Sheffield of Mulgrave, Sutton, White, O'Shiell, Harper, Southwell, de Choiseul-Beaupré, de Lespinay, de Rigaud de Vaudreuil, Bouhier de La Bréjolière, de Certaines, de Scépeaux, de Gimel de Tudeils, de Schomberg, d'Héricy, de Cossé-Brissac, de La Trémoille, de Méneval, de Diesbach de Belleroche, de Bouillé, Rogon de Carcaradec, Le Gouvello de La Porte, de La Jaille, de Chabot, Fourché de Quéhillac, de Flavigny, Marion de Procé, Williamson, de Fremond de La Merveillère, de Grimaudet de Rochebouët, de Rougé, Thursby-Pelham, de Schaetzen, de Lestapis, de L'Estourbeillon, de Ghaisne de Bourmont, Le Moniès de Sagazan, de Baglion de La Dufferie, de La Chapelle, de Raguenel de Montmorel, le Rouge de Guerdavid.

## Galerie de portraits

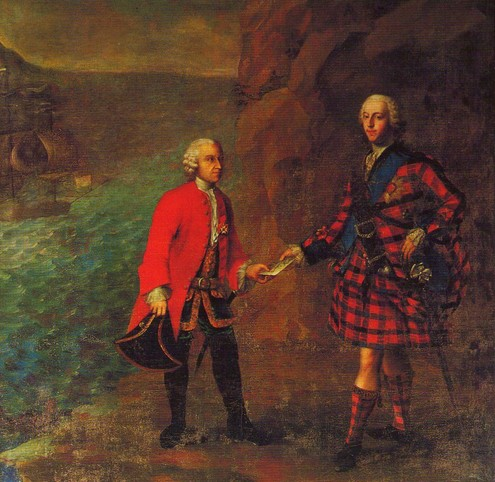
Antoine Walsh (1703-1763) et le prince Charles Édouard Stuart.
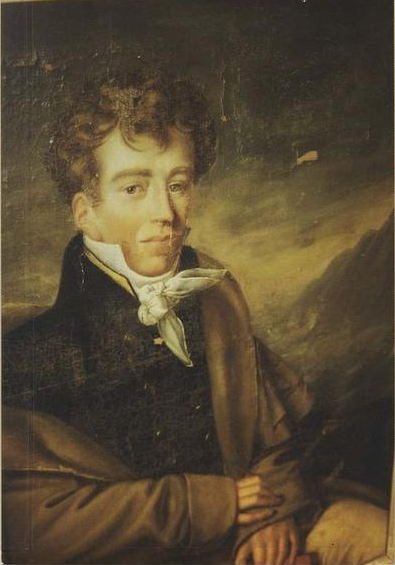
Charles-Édouard-Augustin de Walsh-Serrant (1746-1820).
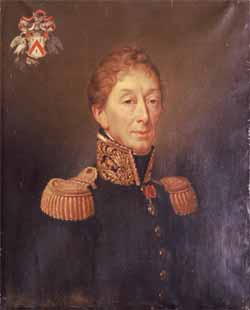
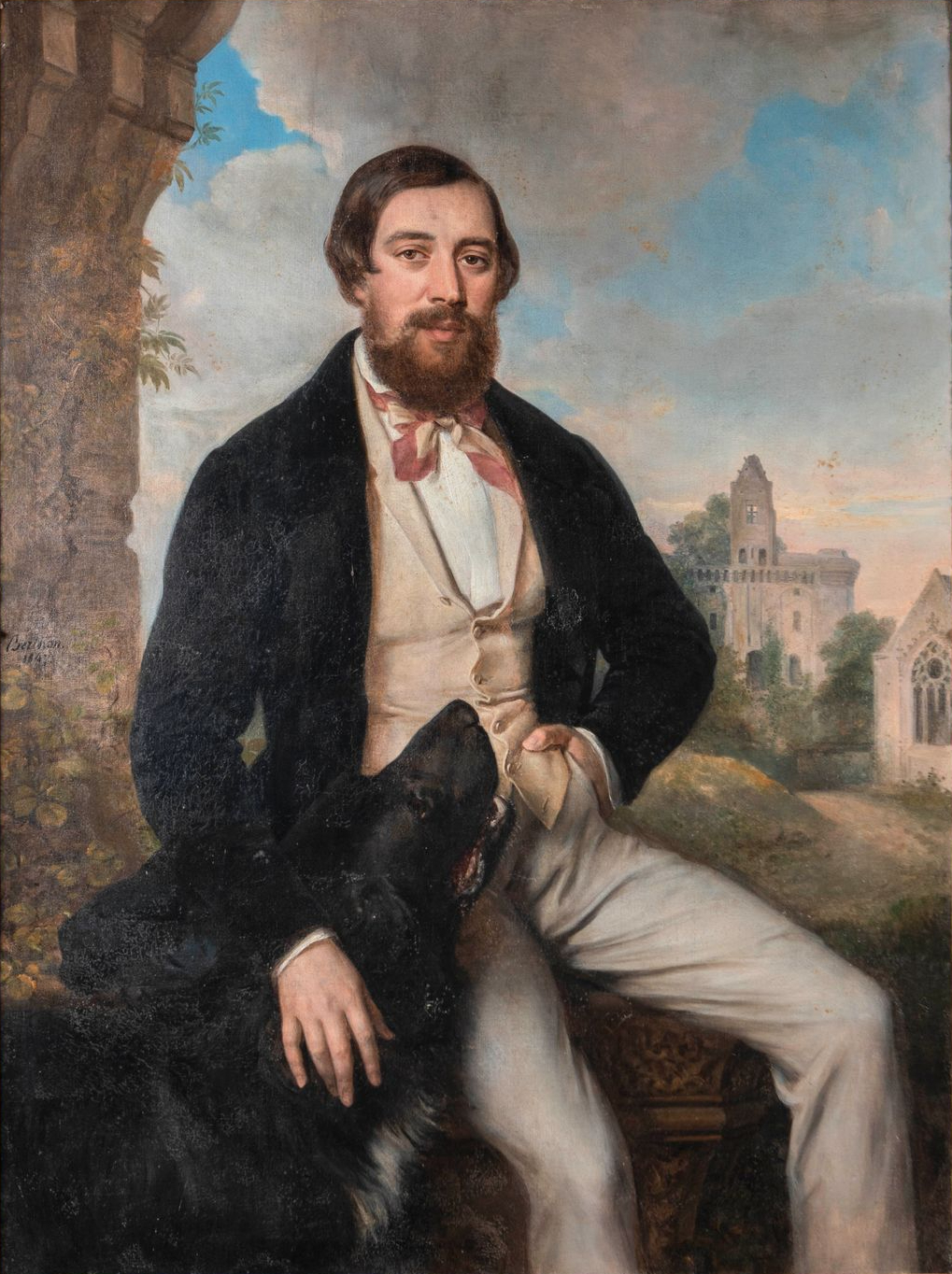
René Théodore Berthon, Portrait de François Alfred Walsh (1814-1876), avec son chien devant le château du Plessis-Macé, 1847
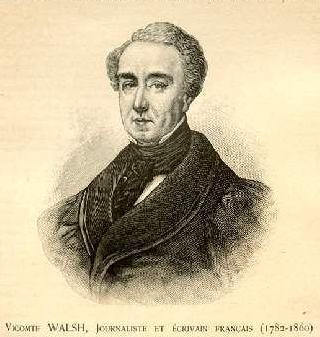
Joseph-Alexis Walsh (1782-1860), Écrivain et journaliste.